# Nathalie Le Gendre
Pour les articles homonymes, voir Le Gendre.
Nathalie Le Gendre, née en 1970 à Saint-Nazaire, en Pays de la Loire, est une autrice française de science-fiction et de livres pour la jeunesse.

## Biographie
Née en Bretagne, en 1970, Nathalie Le Gendre a longtemps hésité entre devenir comédienne, dessinatrice, pilote de courses motos. Finalement, elle choisit l'écriture. Elle publie son premier roman Dans les larmes de Gaïa, en 2003.
Atteinte d'une maladie rare et invalidante, elle se définit comme « une romancière à mobilité réduite ».

## Prix et distinctions
Elle a reçu de nombreux prix pour ses romans, dès sa première publication, dont le grand prix de l'Imaginaire (prix attribué à des œuvres de l'imaginaire, comme la science-fiction), le prix des Incorruptibles à deux reprises consécutives, le prix Ados de la Ville de Rennes, le label Isidor, le prix Ados en Colères et le prix Ados de Deauville.

## Œuvres

### Romans
- Dans les larmes de Gaïa, Mango, coll. « Autres mondes », 2003 ; réédition Éditions d'Avallon, 2020.
- Mósa Wòsa, Mango, coll. « Autres mondes », 2004 ; réédition L'Atalante, coll. Le Maedre 2015.
- Automates, Mango, coll. « Autres mondes », 2005 ; réédition Castelmore, 2018. Prix Les Imaginaires 2019-2020.
- 49 302, Mango, coll. « Autres mondes », 2006.
- Les Orphelins de Naja, Mango , coll. « Autres mondes hors séries », 2008.
- Graff' in Love, éditions Oskar, 2009.
- Brune et Jules, éditions Oskar, 2010. Prix Ados en Colères du Nord Pas de Calais 2012.
- Libre, Syros, coll. « Mini-Soon », 2011.
- Imago, Syros, coll. « Soon », 2011.
- Vivre, Syros, coll. « Mini-Soon », 2011.
- Écoute battre mon cœur, Flammarion, coll. « Émotions », 2012. Prix des Ados de Deauville 2014 au Festival Livres et Musiques de Deauville 2014.
- Le Village où les enfants ne riaient plus, éditions Oskar, 2015.
- Le Vieux sur la falaise, éditions Oskar, 2016. Prix Chronos Suisse catégorie Seniors 2017.
- Jeunesse éternelle, Bayard, 2016 ; réédition Éditions d'Avallon, 2025.
- Piégé, éditions Oskar, coll. « Suspense », 2016.
- Seule, éditions Oskar, coll. « Suspense », 2017.
- La Reine des Aurès contre le Général Hassan, éditions Oskar, coll. « 10 jours pour changer le monde », 2018.
- Planète interdite, éditions d'Avallon, 2022.

### Nouvelles et romans courts
- « Le Langage de Ferniel », dans l'anthologie Premiers Contacts, Mango, coll. « Autres mondes », 2005.
- « Elle(s) », dans l'anthologie Le Monde Selon Eve, Éditions Voy'el, 2010.
- « La Légende d'à peu près Punahilkka », dans l'anthologie Elfes et Assassins, éditions Mnémos, 2013.
- « Esclave des Mihobês », in D-lire, novembre 2013.